# Hostěrádky-Rešov
Obec Hostěrádky-Rešov se nachází v okrese Vyškov v Jihomoravském kraji. Žije zde 834 obyvatel. Původně se jednalo o dvě samostatné obce, Malé Hostěrádky a Rešov.

## Historie
První písemná zmínka o Malých Hostěrádkách pochází z roku 1270. Rešov vznikl v jejich těsné blízkosti v důsledku raabizace roku 1787 parcelací pozemků hostěrádeckého dvora olomouckého arcibiskupství. Vznikla zde osada, pojmenovaná podle posledního správce dvora, pana Resche, z níž se později stala samostatná obec s vlastním katastrálním územím. Podle indikačních skic z roku 1826 byla zástavba obou obcí urbanisticky naprosto spojená již tehdy.
V roce 1913 se obě obce sloučily v jednu s názvem Hostěrádky-Rešov. Ke 31. květnu 2011 nabyla účinnosti změna katastrální hranice s městem Újezd u Brna, uskutečněná na základě společné dohody obou obcí ze dne 13. července 2010.

## Obyvatelstvo

### Struktura
V obci k počátku roku 2016 žilo celkem 848 obyvatel. Z nich bylo 419 mužů a 429 žen. Průměrný věk obyvatel obce dosahoval 42,1 let. Dle Sčítání lidu, domů a bytů, provedeného v roce 2011, žilo v obci 813 lidí. Nejvíce z nich bylo (16,5 %) obyvatel ve věku od 30 do 39 let. Děti do 14 let věku tvořily 12,4 % obyvatel a senioři nad 70 let úhrnem 8 %. Z celkem 712 občanů obce starších 15 let mělo vzdělání 39 % střední vč. vyučení (bez maturity). Počet vysokoškoláků dosahoval 8,6 % a bez vzdělání bylo naopak 0,7 % obyvatel. Z cenzu dále vyplývá, že ve městě žilo 406 ekonomicky aktivních občanů. Celkem 91,4 % z nich se řadilo mezi zaměstnané, z nichž 70 % patřilo mezi zaměstnance, 2,5 % k zaměstnavatelům a zbytek pracoval na vlastní účet. Oproti tomu celých 46,5 % občanů nebylo ekonomicky aktivní (to jsou například nepracující důchodci či žáci, studenti nebo učni) a zbytek svou ekonomickou aktivitu uvést nechtěl. Úhrnem 367 obyvatel obce (což je 45,1 %), se hlásilo k české národnosti. Dále 235 obyvatel bylo Moravanů a 5 Slováků. Celých 355 obyvatel obce však svou národnost neuvedlo.
Vývoj počtu obyvatel za celou obec i za jeho jednotlivé části uvádí tabulka níže, ve které se zobrazuje i příslušnost jednotlivých částí k obci či následné odtržení.
| Osady (rok přičlenění k obci) | Osady (rok přičlenění k obci) | 1869 | 1880 | 1890 | 1900 | 1910 | 1921 | 1930 | 1950 | 1961 | 1970 | 1980 | 1991 | 2001 | 2011 |
| ----------------------------- | ----------------------------- | ---- | ---- | ---- | ---- | ---- | ---- | ---- | ---- | ---- | ---- | ---- | ---- | ---- | ---- |
| Počet obyvatel                | osada Malé Hostěrádky         | 248  | 309  | 377  | 421  | 432  | 727  | 803  | 832  | 831  | 808  | 764  | 738  | 733  | 813  |
| Počet obyvatel                | osada Rešov (1913)            | 260  | 299  | 299  | 285  | 293  | -    | -    | -    | -    | -    | -    | -    | -    | -    |
| Počet obyvatel                | celá obec                     | 508  | 608  | 676  | 706  | 725  | 727  | 803  | 832  | 831  | 808  | 764  | 738  | 733  | 813  |
| Počet domů                    | osada Malé Hostěrádky         | 49   | 62   | 70   | 74   | 81   | 159  | 196  | 230  | 231  | 232  | 242  | 286  | 288  | 311  |
| Počet domů                    | osada Rešov (1913)            | 50   | 56   | 57   | 63   | 65   | -    | -    | -    | -    | -    | -    | -    | -    | -    |
| Počet domů                    | osada obec                    | 99   | 118  | 127  | 137  | 146  | 159  | 196  | 230  | 231  | 232  | 242  | 286  | 288  | 311  |

## Pamětihodnosti
- boží muka z konce 18. století u čp. 147
- zvonice na návsi Rešova
- přírodní památka Špice – lokalita stepní květeny jihozápadně od obce

## Fotogalerie

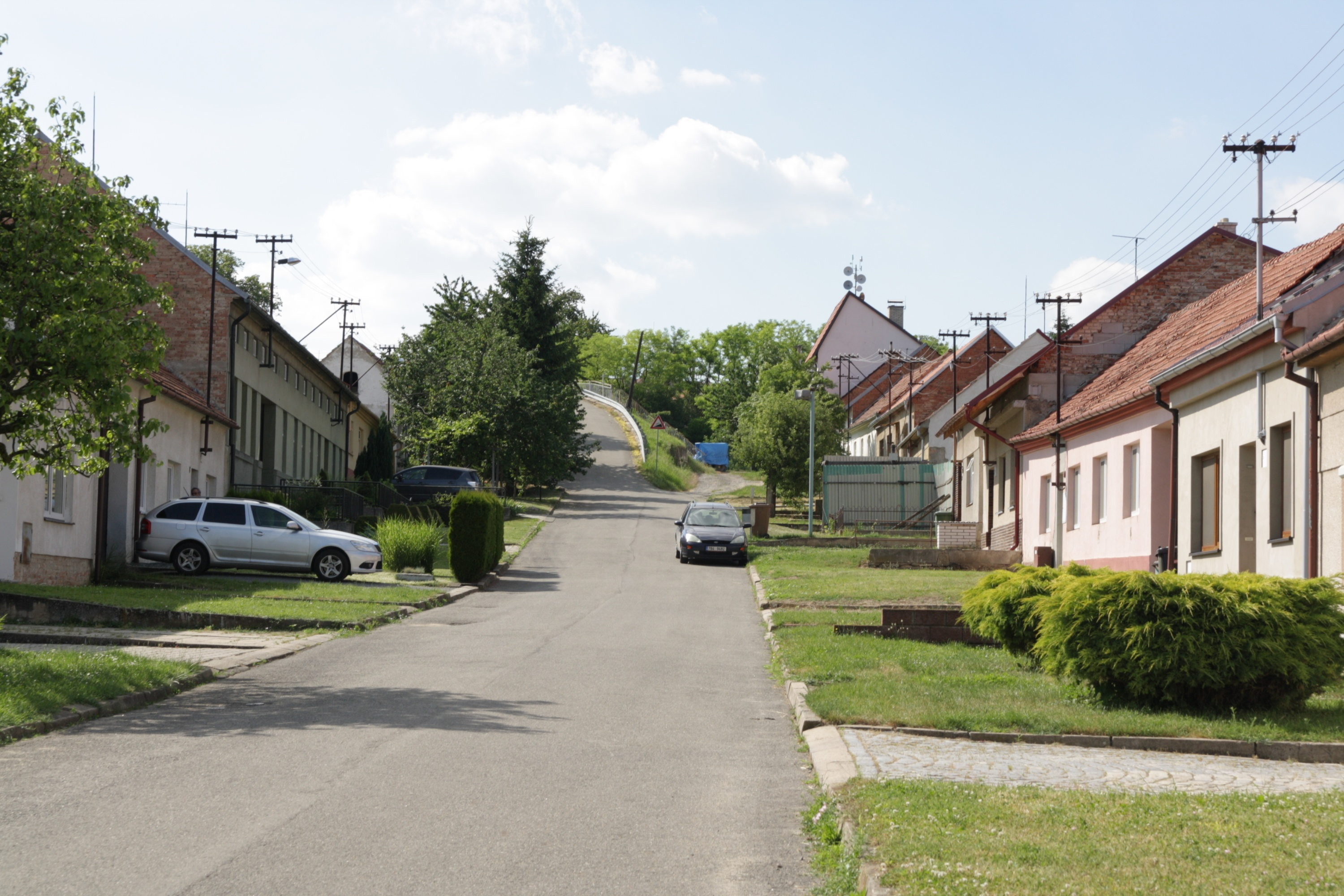
Náves Malých Hostěrádek
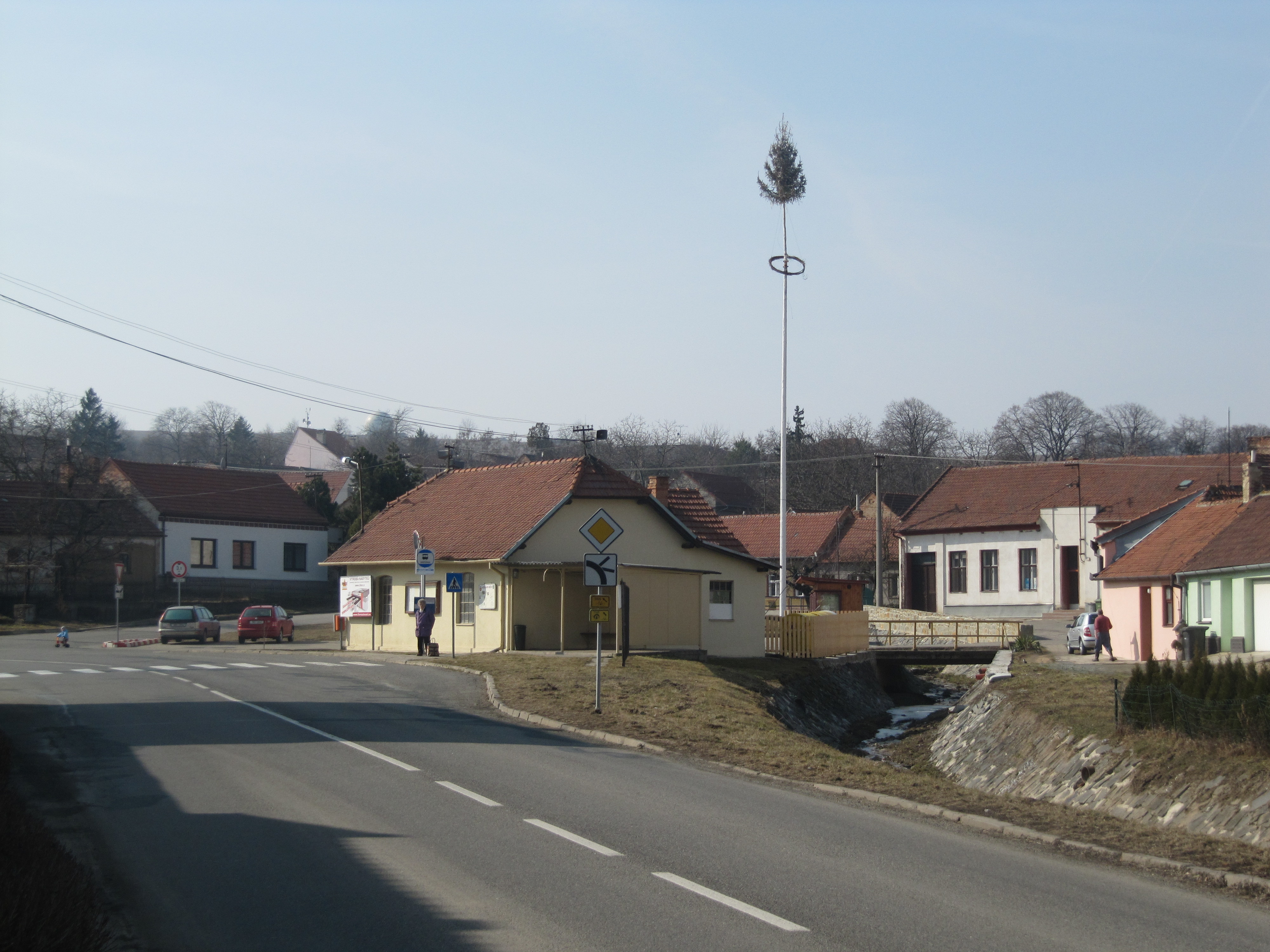
Centrum současné obce
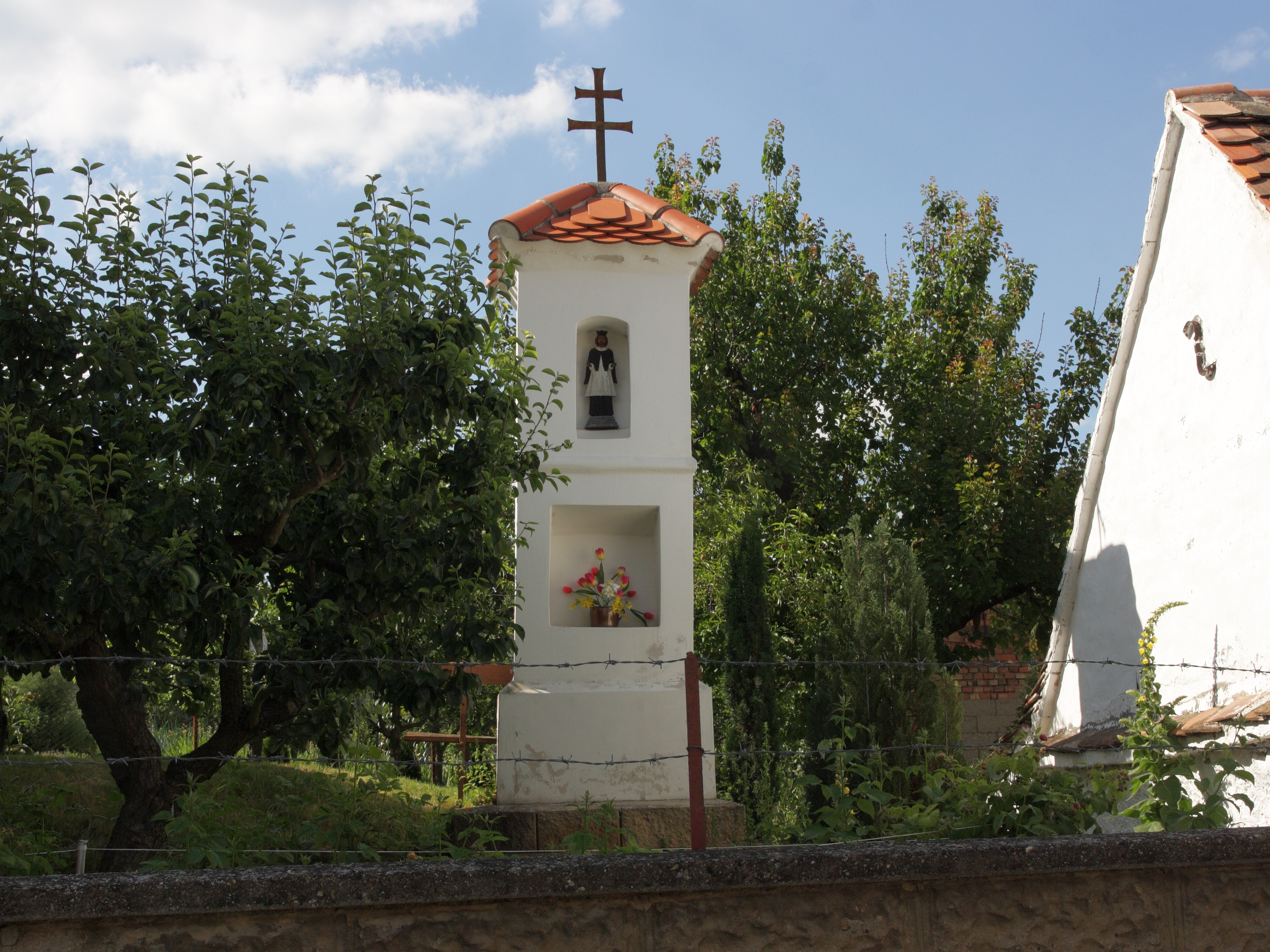
Boží muka u čp. 147
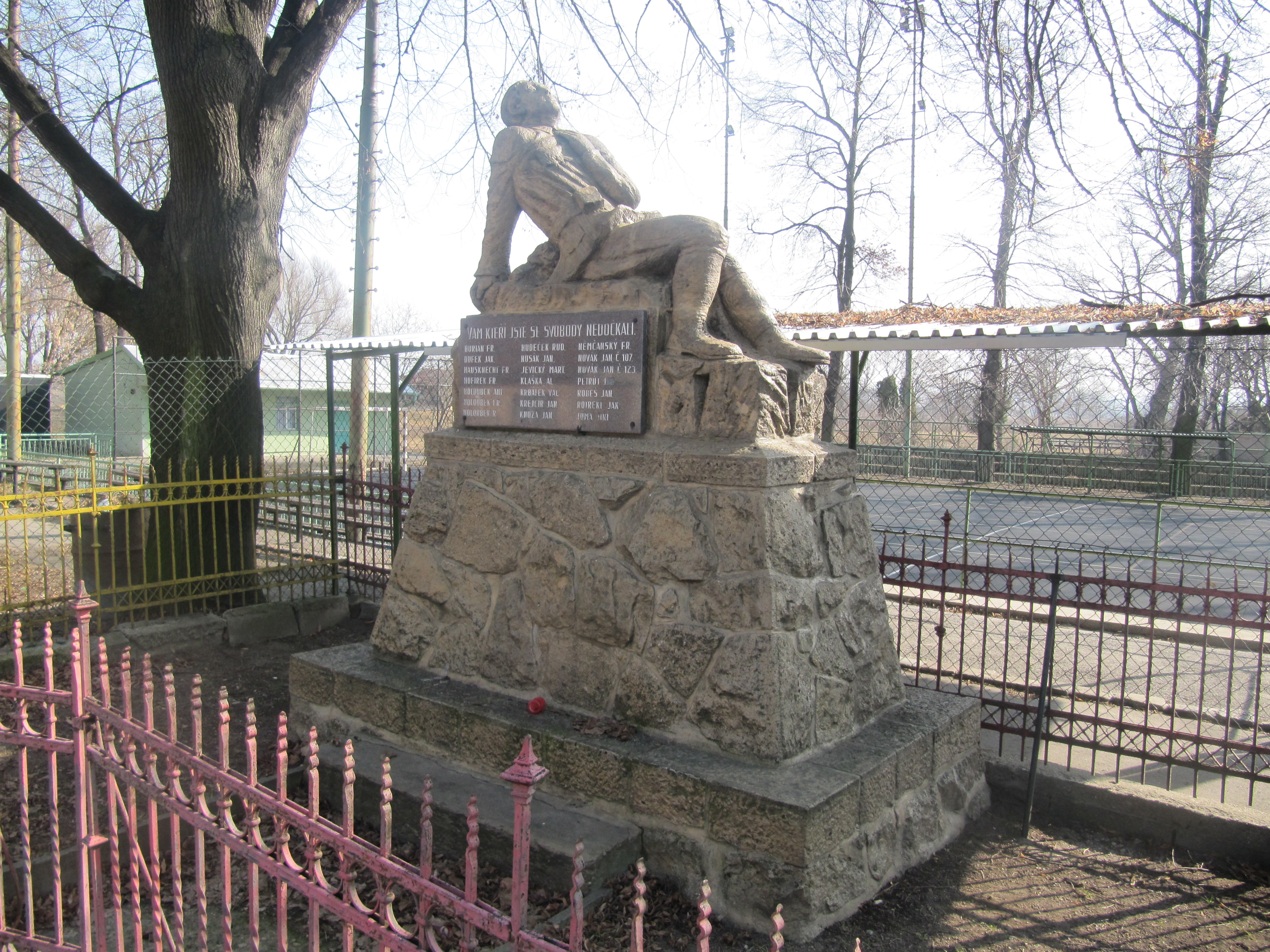
Pomník obětem I. světové války
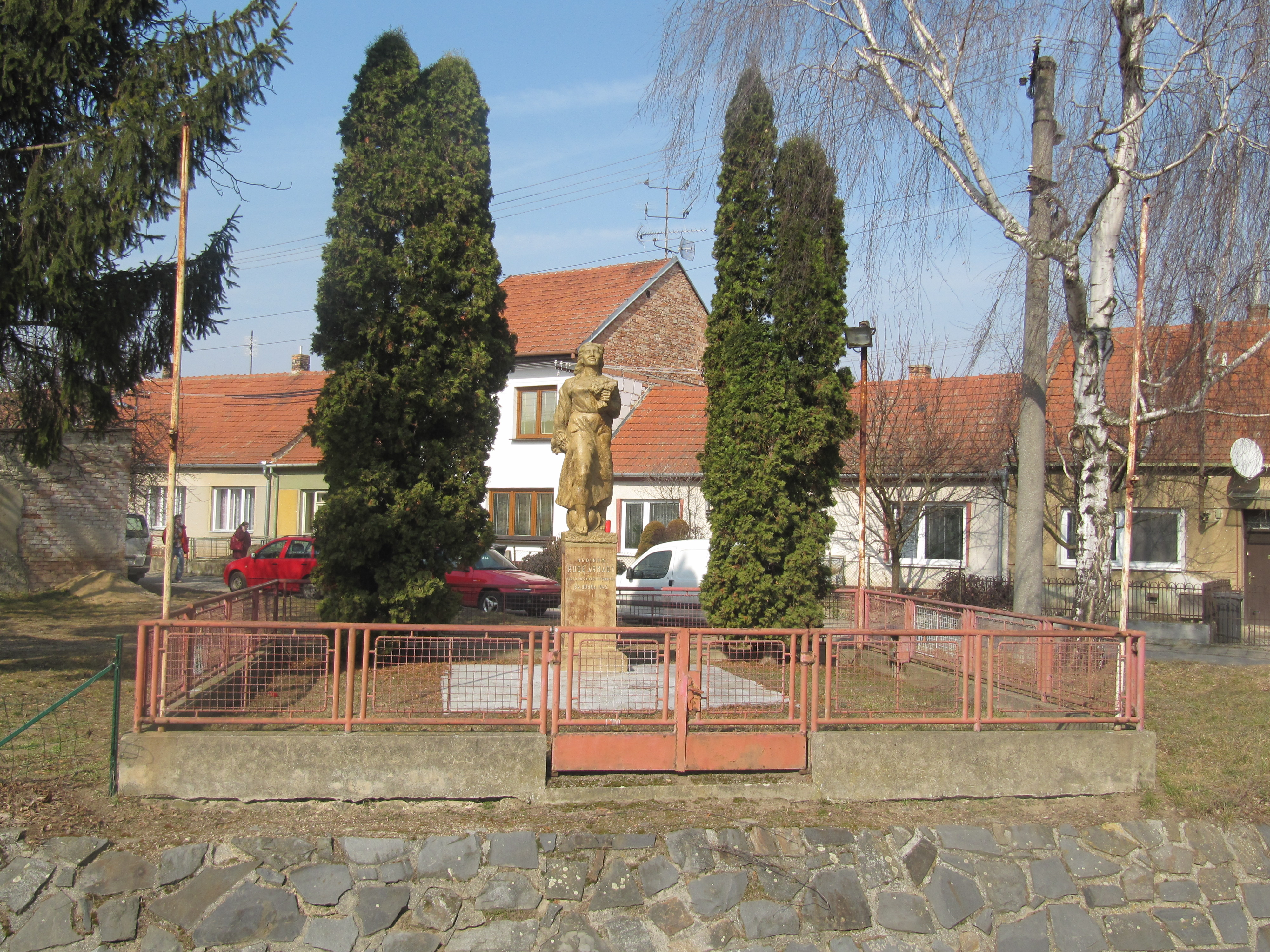
Pomník obětem II. světové války
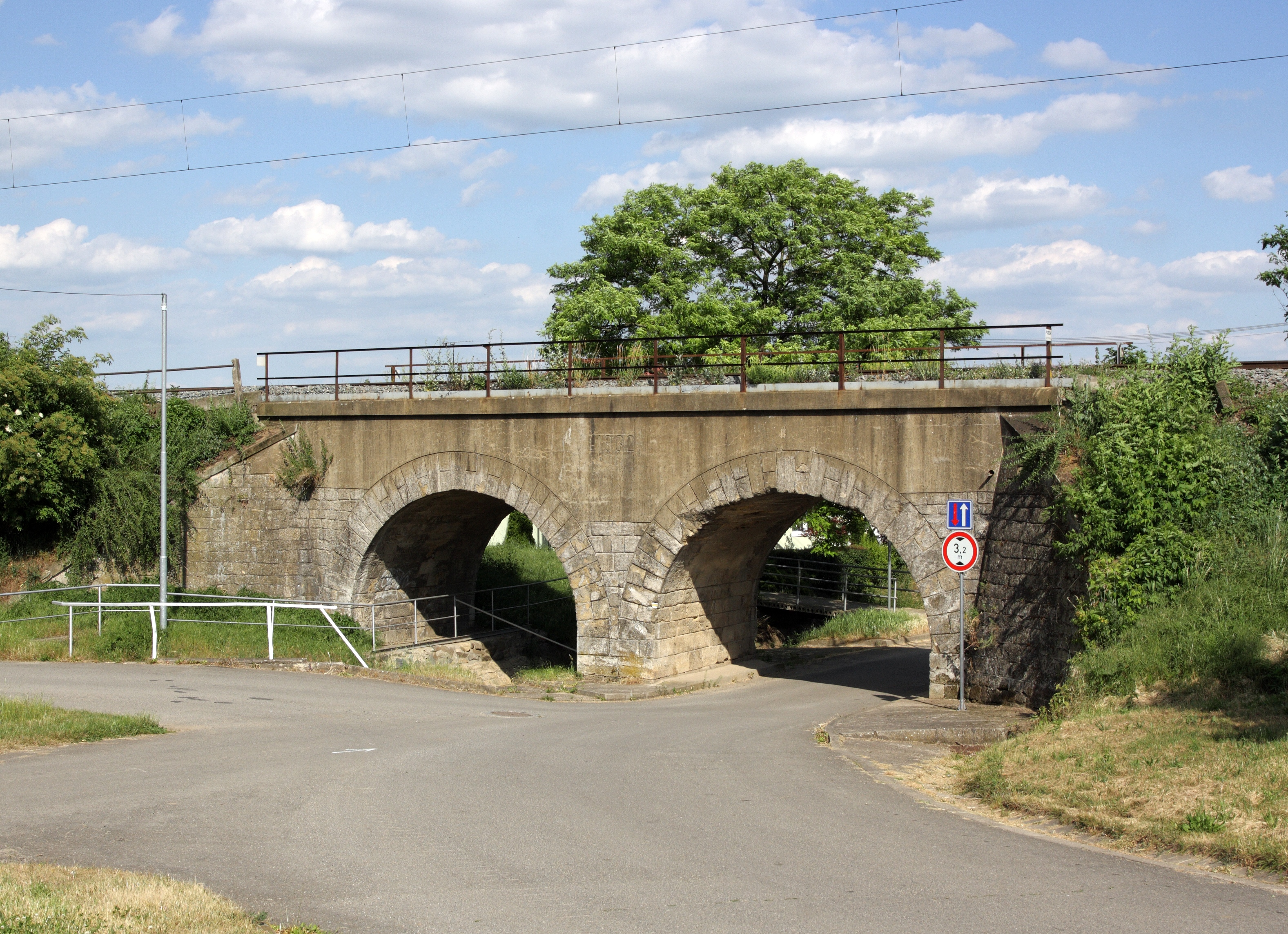
Železniční viadukt